# موکل (مجموعه تلویزیونی)
موکل (به انگلیسی: The Client) (همچنین با نام موکل جان گریشمن از آن یاد می‌شود) مجموعه‌ای تلویزیونی درام جنایی آمریکایی است که از شبکه سی‌بی‌اس از ۱۷ سپتامبر ۱۹۹۵ تا ۱۶ آوریل ۱۹۹۶ پخش می‌شد.